# 量子统计力学
量子统计力学是应用于量子力学系统的统计力学。量子力学中，统计系综（可能量子态的概率分布）由密度算子S描述，其是描述量子系统的希尔伯特空间H上的迹为1的非负自伴迹类算子。这可以用量子力学的数学表述来证明，其中一种形式来自量子逻辑。

## 期望
经典概率论中，随机变量X的期望值由其概率分布{\displaystyle D_{X}}定义：
{\displaystyle \mathbb {E} (X)=\int _{\mathbb {R} }d\lambda \operatorname {D} _{X}(\lambda )}
假定随机变量可积或非负。同样，令A是量子力学系统的可观察量，由稠密定义在H上的自伴算子给出，则其谱测度的定义为
{\displaystyle \operatorname {E} _{A}(U)=\int _{U}d\lambda \operatorname {E} (\lambda ),}
这唯一确定了A，反之亦然：{\displaystyle \operatorname {E} _{A}}也由A唯一确定。{\displaystyle \operatorname {E} _{A}}是从R的博雷尔子集到H的自伴射影格Q的布尔同态。与概率论类似，给定态S，我们引入A在S下的分布，其是R的博雷尔子集上定义的概率测度：
{\displaystyle \operatorname {D} _{A}(U)=\operatorname {Tr} (\operatorname {E} _{A}(U)S).}
同样，由概率分布{\displaystyle \operatorname {D} _{A}}，A的期望定义如下：
{\displaystyle \mathbb {E} (A)=\int _{\mathbb {R} }d\lambda \,\operatorname {D} _{A}(\lambda ).}
注意这期望是对混合态S而言，用于{\displaystyle \operatorname {D} _{A}}的定义。
备注.  出于技术原因，需要分别考虑无界算子的博雷尔泛函微积分所定义的A的正负部。
很容易证明：
{\displaystyle \mathbb {E} (A)=\operatorname {Tr} (AS)=\operatorname {Tr} (SA).}
注意，若S是对应于向量{\displaystyle \psi }的纯态，则：
{\displaystyle \mathbb {E} (A)=\langle \psi |A|\psi \rangle .}
算符A的迹可写作：
{\displaystyle \operatorname {Tr} (A)=\sum _{m}\langle m|A|m\rangle .}

## 冯诺依曼熵
在描述态的随机性时，S的冯诺依曼熵具有特别重要的意义，其正式定义是
{\displaystyle \operatorname {H} (S)=-\operatorname {Tr} (S\log _{2}S)}.
实际上，算子{\displaystyle S\log _{2}S}不一定是迹类算子；若S是非负自伴非迹类算子，则定义{\displaystyle {\rm {Tr}}(S)=+\infty }。另外注意，密度算子S都可对角化，即在某个正交基上可表为（可能是无限）矩阵，形式为
{\displaystyle {\begin{bmatrix}\lambda _{1}&0&\cdots &0&\cdots \\0&\lambda _{2}&\cdots &0&\cdots \\\vdots &\vdots &\ddots &\\0&0&&\lambda _{n}&\\\vdots &\vdots &&&\ddots \end{bmatrix}}}
我们定义
{\displaystyle \operatorname {H} (S)=-\sum _{i}\lambda _{i}\log _{2}\lambda _{i}.}
按惯例，{\displaystyle \;0\log _{2}0=0}，因为概率为零的事件对熵不应有贡献。这个值在扩展实数（即在[0, ∞]中），显然是S的酉不变量。
备注. 对某个密度算子S，{\displaystyle H(S)=+\infty }确实是可能的。事实上T是对角矩阵
{\displaystyle T={\begin{bmatrix}{\frac {1}{2(\log _{2}2)^{2}}}&0&\cdots &0&\cdots \\0&{\frac {1}{3(\log _{2}3)^{2}}}&\cdots &0&\cdots \\\vdots &\vdots &\ddots &\\0&0&&{\frac {1}{n(\log _{2}n)^{2}}}&\\\vdots &\vdots &&&\ddots \end{bmatrix}}}
T是非负迹类算子，可证明{\displaystyle T\log _{2}T}不是迹类算子。
定理.  熵是酉不变量。
与经典熵类似（注意定义的相似性），H(S)度量了态S的随机性。特征值越分散，系统熵就越大。对于空间H有限维的系统，态S具有下列对角形式的表示时，熵最大：
{\displaystyle {\begin{bmatrix}{\frac {1}{n}}&0&\cdots &0\\0&{\frac {1}{n}}&\dots &0\\\vdots &\vdots &\ddots &\vdots \\0&0&\cdots &{\frac {1}{n}}\end{bmatrix}}}
对这样的S，{\displaystyle H(S)=\log _{2}n}。态S称作最大混合态。
纯态的形式是
{\displaystyle S=|\psi \rangle \langle \psi |,}
其中ψ是范数为1的向量。
定理.  H(S) = 0，当且仅当S是纯态。
S是纯态，当且仅当其对角形式恰有1个非零项且为1。
熵可用作量子纠缠的度量。

## 吉布斯正则系综
考虑平均能量E的哈密顿量H描述的系统系综。若H具有纯点谱，且H的特征值{\displaystyle E_{n}}发散得够快，则对正数r，e−r H都是非负迹类算子。
吉布斯正则系综由以下态描述
{\displaystyle S={\frac {\mathrm {e} ^{-\beta H}}{\operatorname {Tr} (\mathrm {e} ^{-\beta H})}}.}
其中β使能量的系综平均满足
{\displaystyle \operatorname {Tr} (SH)=E}
且
{\displaystyle \operatorname {Tr} (\mathrm {e} ^{-\beta H})=\sum _{n}\mathrm {e} ^{-\beta E_{n}}=Z(\beta )}
这就是所谓偏函数，是经典统计力学的正则配分函数在量子力学中的推广。系综中随机选取的系统处于与能量特征值{\displaystyle E_{m}}对应的态的概率为
{\displaystyle {\mathcal {P}}(E_{m})={\frac {\mathrm {e} ^{-\beta E_{m}}}{\sum _{n}\mathrm {e} ^{-\beta E_{n}}}}.}
特定条件下（且满足能量守恒），吉布斯正则系综最大化了冯诺依曼熵。

## 巨正则系综
粒子能量与数量可能波动的开放系统，由巨正则系综描述，其密度矩阵为
{\displaystyle \rho ={\frac {\mathrm {e} ^{\beta (\sum _{i}\mu _{i}N_{i}-H)}}{\operatorname {Tr} \left(\mathrm {e} ^{\beta (\sum _{i}\mu _{i}N_{i}-H)}\right)}}.}
其中N1, N2, ...是与热库交换的不同种类粒子的粒子数算子。注意与正则系综相比，这个密度矩阵包含更多态（不同的N）。
巨配分函数为
{\displaystyle {\mathcal {Z}}(\beta ,\mu _{1},\mu _{2},\cdots )=\operatorname {Tr} (\mathrm {e} ^{\beta (\sum _{i}\mu _{i}N_{i}-H)})}